# Marcelinho (football, 1978)
Pour les articles homonymes, voir Marcelinho et Barros.
Marcelinho Cassiano Barros, né le 15 septembre 1978 à Recife, est un footballeur brésilien.
Il évolue habituellement comme milieu de terrain.

## Biographie
Marcelinho joue successivement dans les équipes suivantes : Santa Cruz Futebol Clube, Sport Clube Beira-Mar et Al Ittihad Alep.